# Рыжий, Леонид Кириллович
Леонид Кириллович Рыжий (23 сентября 1921, Киев — 2 мая 1995, Москва) — советский лётчик-ас, истребитель, участник Великой Отечественной войны, сбивший в воздушных боях 21 самолёт противника лично и 1 в группе, Герой Советского Союза (указ от 5 мая 1946 года). Полковник.

## Биография
Леонид Кириллович Рыжий перед Великой Отечественной войной окончил два курса Никопольского агролесомелиоративного техникума, аэроклуб и Качинскую военную авиационную школу.
Принимал участие в Великой Отечественной войне с октября 1941 по май 1942 года в составе 743-го истребительного авиационного полка, а с декабря 1942 года по май 1945 года — в составе 347-го иап.
17 мая 1942 года был тяжело ранен в воздушном бою над Таманским полуостровом. Большинство своих побед одержал на истребителе Як-9. Совершил 289 боевых вылетов, провёл 96 воздушных боёв, в которых сбил 21 самолёт противника лично и 1 в составе пары. Среди сбитых им машин были: Хе-111, Ю-88, Ю-87, Ме-109, ФВ-190.
Указом Президиума Верховного Совета от 15 мая 1946 года командир эскадрильи 347-го истребительного авиационного полка 193-й истребительной авиационной дивизии 13-го истребительного авиационного корпуса 16-й воздушной армии капитан Рыжий Леонид Кириллович удостоен звания Герой Советского Союза. Медаль «Золотая Звезда» № 9024.
В 1951 году окончил Военно-воздушную академию, а в 1963 году — экономический факультет МГУ. Уволен в запас в звании полковника. Работал преподавателем в Военной академии химической защиты. Последние годы жил в Москве.

## Награды
- Медаль «Золотая Звезда» Героя Советского Союза;
- орден Ленина;
- четыре Ордена Красного Знамени;
- орден Александра Невского
- два ордена Отечественной войны 1 степени;
- два ордена Красной Звезды;
- медали.